# Les Petits Chats
Les Petits Chats è un film commedia-drammatico del 1960 diretto da Jacques R. Villa.

## Trama
Michèle, 15 anni, vive su un'isola tranquilla in un canale della periferia parigina. Alcune ragazze del quartiere la raggiungono nel rifugio segreto che si sono create. Quando Michèle lascia l'isola perché la sua famiglia si sta trasferendo, rivela l'esistenza del nascondiglio all'insegnante delle ragazze. L'irruzione dell'insegnante nel loro rifugio suscita in loro rabbia, fatta eccezione per la piccola Sophie, che le dimostra amicizia. Le altre sospettano allora che Sophie sia la traditrice che ha divulgato l'esistenza del loro rifugio e, per vendicarsi, progettano una trappola mortale. Il ritorno inaspettato di Michèle impedirà loro di commettere l'irreparabile.

## Produzione
Censurato in Francia per le tematiche giudicate eccessivamente violente, venne proposto con un finale differente per poter ottenere il visto di proiezione.